# Denis Lefort
Denis Lefort est un homme politique français né le 31 décembre 1733 à Canteleu (Seine-Maritime) et décédé à une date inconnue.
Propriétaire, il est député du tiers état aux états généraux de 1789 pour le bailliage de Rouen. Il siège avec la majorité. Il fait partie des 300 députés du tiers état ayant prêté le serment du jeu de Paume le 20 juin 1789.